# Ley de valores de 1933
La Ley de Valores de 1933, también conocida como Ley de 1933, Ley de Valores, Ley de Veracidad en los Valores, Ley Federal de Valores y Ley del 33, fue promulgada por el Congreso de Estados Unidos el 27 de mayo de 1933, durante la Gran Depresión y tras el crack bursátil de 1929. Es parte integrante de la regulación de valores de Estados Unidos. Se legisla en virtud de la Cláusula de Comercio Interestatal de la Constitución.
Exige que toda oferta o venta de valores que utilice los medios e instrumentos del comercio interestatal se registre en la SEC de conformidad con la Ley de 1933, a menos que exista una exención de registro en virtud de la ley. El término "medios e instrumentos del comercio interestatal" es extremadamente amplio y es prácticamente imposible evitar la aplicación de la ley intentando ofrecer o vender un valor sin utilizar un "instrumento" del comercio interestatal. Cualquier uso del teléfono, por ejemplo, o del correo probablemente bastaría para someter la transacción a la ley.

## Historia
La Ley de 1933 fue la primera ley federal importante que reguló la oferta y venta de valores. Antes de la Ley, la regulación de los valores se regía principalmente por leyes estatales, comúnmente denominadas leyes "cielo azul". Cuando el Congreso promulgó la Ley de 1933, no modificó las leyes estatales existentes. En un principio, su aplicación corrió a cargo de la FTC, hasta la creación de la SEC por la Ley del Mercado de Valores (Securities Exchange Act) de 1934.
La ley original se separó en dos títulos. El Título I se titula formalmente Ley de Valores de 1933, mientras que el Título 2 es la Ley de Corporación de Tenedores de Bonos Extranjeros de 1933. En 1939, la Ley de Fideicomisos de 1939 se añadió como Título 3. El Título I original contenía 26 secciones. En 1980, la Ley de Simplificación de Emisores de Pequeñas Empresas de 1980 modificó la sección 4.:76 En 1995, la sección 27 fue añadida por la Ley de Reforma de Litigios sobre Valores Privados.
La Ley de 1933 se basa en una filosofía de divulgación, lo que significa que el objetivo de la ley es exigir a los emisores que divulguen completamente toda la información material que un accionista razonable necesitaría para decidirse sobre la inversión potencial. Esto es muy diferente de la filosofía de las leyes "cielo azul", que generalmente imponen las llamadas "revisiones de méritos". Las leyes "cielo azul" suelen imponer requisitos cualitativos muy específicos a las ofertas, y si una empresa no cumple los requisitos en ese estado, sencillamente no se le permitirá hacer una oferta registrada allí, por muy completos que sean sus defectos divulgados en el prospecto. La Ley de Mejora de los Mercados Nacionales de Valores (National Securities Markets Improvement Act) de 1996 añadió un nuevo artículo 18 a la Ley de 1933 que excluye el examen de los méritos de determinados tipos de ofertas en virtud de la Ley Cielo Azul.

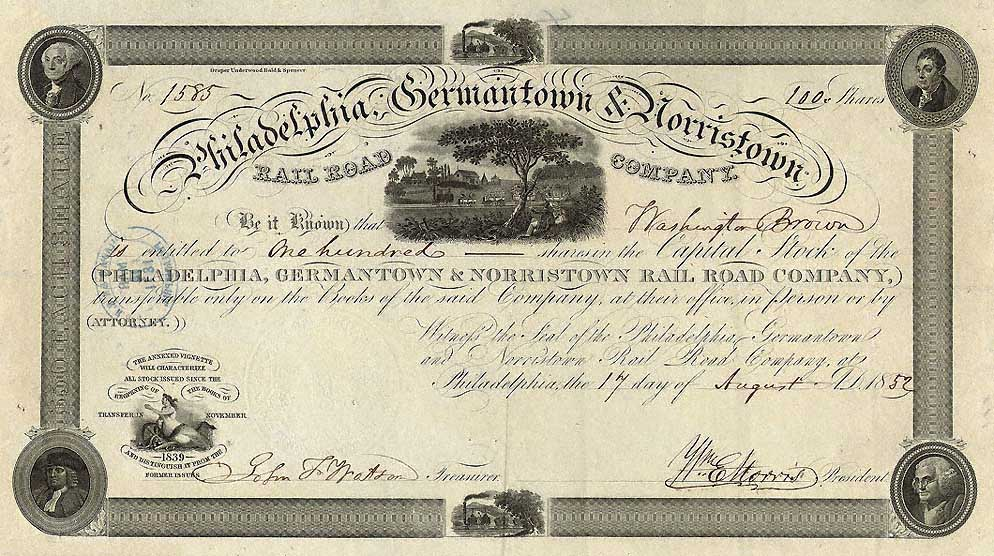
Certificado de acciones del Philadelphia, Germantown & Norristown Railroad, 1852

Como parte del New Deal, la Ley fue redactada por Benjamin V. Cohen, Thomas Corcoran y James M. Landis, y promulgada por el presidente Franklin D. Roosevelt.

## Objetivo

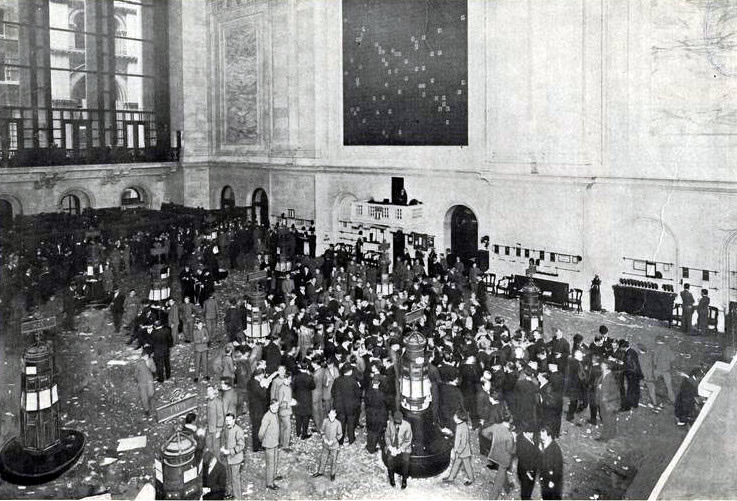
La Bolsa de Nueva York en 1908

El objetivo principal de la Ley 33 es garantizar que los compradores de valores reciban información completa y exacta antes de invertir en valores. A diferencia de las leyes estatales sobre las leyes cielo azul, que imponen revisiones de méritos, la Ley 33 adopta una filosofía de divulgación, lo que significa que, en teoría, no es ilegal vender una mala inversión, siempre que se divulguen con exactitud todos los hechos. Una empresa que deba registrarse en virtud de la Ley 33 debe crear una declaración de registro, que incluye un folleto, con abundante información sobre el valor, la empresa, el negocio, incluidos los estados financieros auditados. La empresa, el suscriptor y otras personas que firman la declaración de registro son estrictamente responsables de cualquier declaración inexacta en el documento. Este altísimo nivel de exposición a la responsabilidad exige un enorme esfuerzo, conocido como "debida diligencia", para garantizar que el documento sea completo y exacto. La ley refuerza y ayuda a mantener la confianza de los inversores, lo que a su vez favorece al mercado de valores.

## Proceso de registro
A menos que puedan acogerse a una exención, los valores ofertados o vendidos a una persona estadounidense deben registrarse mediante la presentación de una declaración de registro ante la SEC. Aunque la ley está redactada para exigir el registro de los valores, es más útil, desde un punto de vista práctico, considerar que el requisito es el de registrar las ofertas y las ventas. Si la persona A registra una venta de valores a la persona B, y luego la persona B intenta revender esos valores, la persona B debe presentar una declaración de registro o encontrar una exención disponible.

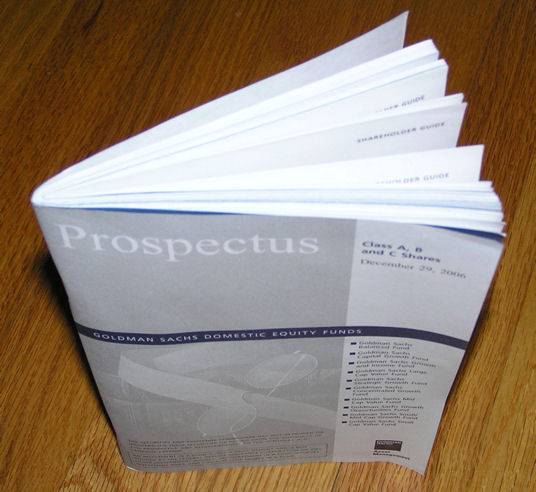
Un prospecto en EE. UU.

El prospecto, que es el documento a través del cual se comercializan los valores de un emisor a un inversor potencial, se incluye como parte de la declaración de registro. La SEC prescribe los formularios pertinentes en los que deben registrarse los valores de un emisor. La ley describe las divulgaciones requeridas en el Anexo A y el Anexo B; sin embargo, en 1982, la SEC creó el Reglamento S-K para consolidar la información duplicada en un "sistema integrado de divulgación". Entre otras cosas, los formularios de registro exigen:
- una descripción de los valores que se ofrecerán a la venta;
- información sobre la gestión del emisor;
- información sobre los valores (si no son acciones ordinarias); y
- estados financieros certificados por contables independientes.

Las declaraciones de registro y los prospectos incorporados se hacen públicos poco después de su presentación ante la SEC. Las declaraciones pueden obtenerse en el sitio web de la SEC utilizando EDGAR. Las declaraciones de registro están sujetas al examen de la SEC para comprobar el cumplimiento de los requisitos de divulgación. Es ilegal que un emisor mienta u omita hechos materiales en una declaración de registro o prospecto. Además, cuando se revela algún hecho verdadero, incluso si no hubiera sido necesario revelar el hecho, es ilegal no proporcionar toda la demás información necesaria para que el hecho no sea engañoso.

### Excepciones

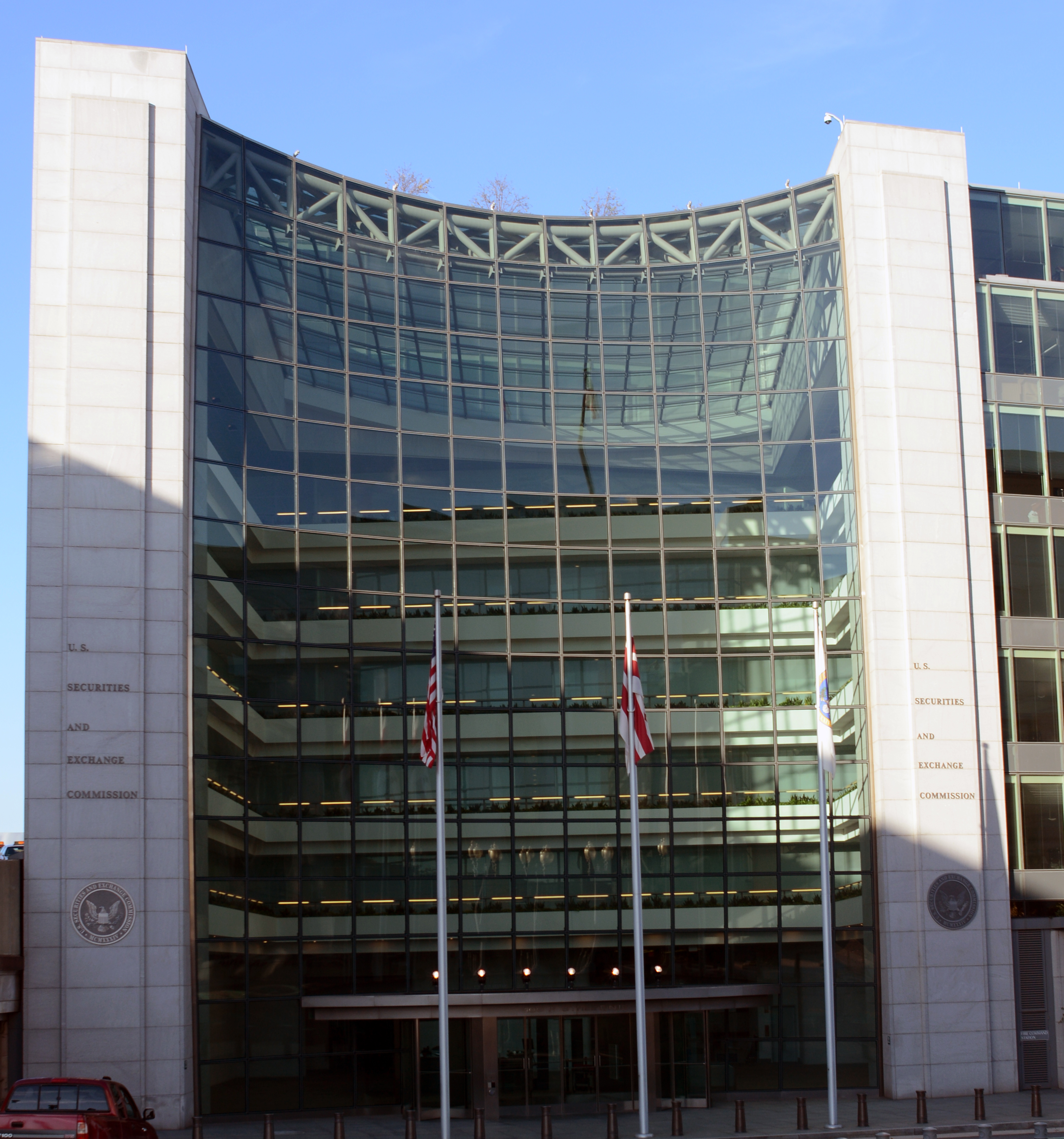
Oficina de la Comisión del Mercado de Valores de EE. UU. en Washington D. C.

No todas las ofertas de valores deben registrarse en la SEC. La sección 3(a) describe varias clases de valores exentos, y la sección 3(b) permite a la SEC redactar normas que eximan a los valores si la agencia determina que el registro no es necesario debido a "la pequeña cantidad implicada o el carácter limitado de la oferta pública": 398 La sección (4)(a)(2) exime "las transacciones de un emisor que no impliquen ninguna oferta pública", lo que históricamente ha creado confusión debido a la falta de una definición específica de "oferta pública"; el Tribunal Supremo aportó una aclaración en el asunto SEC contra Ralston Purina Co.: 357
Algunas exenciones de los requisitos de registro son:
- ofertas privadas a un tipo específico o a un número limitado de personas o instituciones;
- ofertas de tamaño limitado;
- ofertas intraestatales; y
- valores de gobiernos municipales, estatales y federales.

Independientemente de si los valores deben registrarse o no, la Ley de 1933 prohíbe cometer fraude en relación con la oferta o venta de valores. Un inversor defraudado puede reclamar una indemnización en virtud de la Ley de 1933.

## Norma 144

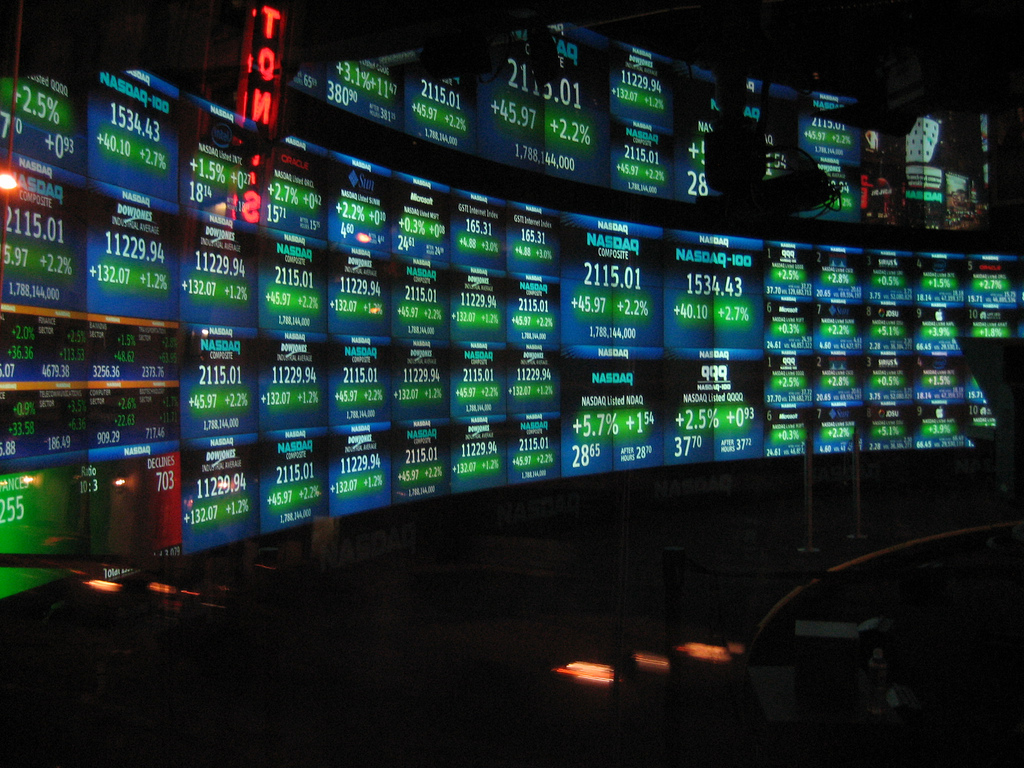
Estudio de TV NASDAQ MarketSite

La norma 144, promulgada por la SEC en virtud de la Ley de 1933, permite, en circunstancias limitadas, la reventa pública de valores restringidos y controlados sin registro. Además de las restricciones sobre el plazo mínimo de tenencia de dichos valores y el volumen máximo permitido de venta, el emisor debe aceptar la venta. Si se cumplen determinados requisitos, debe presentarse el formulario 144 a la SEC. A menudo, el emisor exige que se emita un dictamen jurídico en el que se indique que la reventa cumple la norma. El importe de los valores vendidos durante un período de tres meses no suele superar ninguna de las siguientes limitaciones:
- 1% de las acciones en circulación
- el volumen medio semanal comunicado de negociación de los valores en todas las bolsas de valores nacionales durante las 4 semanas anteriores
- el volumen medio semanal de negociación de los valores comunicado a través del sistema consolidado de notificación de transacciones (NASDAQ)

La reventa debe notificarse a la SEC si la cantidad de valores vendidos al amparo de la regla 144 en un período de tres meses supera las 5.000 acciones o si el precio de venta total supera los 50.000 dólares. Transcurrido un año, la norma 144(k) permite la supresión permanente de la restricción, salvo en lo que respecta a los "iniciados". En los casos de fusiones, adquisiciones o absorciones, los propietarios de valores que hayan presentado previamente el formulario 144 y deseen vender valores restringidos y controlados deberán volver a presentar el formulario 144 una vez que se haya completado la fusión, la adquisición o la absorción.
SIFMA, la Asociación de la Industria de Valores y Mercados Financieros, publicó "SIFMA Guía: Procedimientos, pactos y recursos a la luz de la Norma 144 revisada (Guidelines: Procedures, Covenants, and Remedies in Light of Revised Rule 144) tras las revisiones introducidas en la Norma 144.

### Norma 144A
La Norma 144 no debe confundirse con la Norma 144A. La Regla 144A, adoptada en abril de 1990, ofrece un refugio seguro frente a los requisitos de registro de la Ley de Valores de 1933 para determinadas reventas privadas (en contraposición a las públicas) de valores restringidos a compradores institucionales cualificados. La Regla 144A se ha convertido en el principal refugio seguro en el que se basan las empresas no estadounidenses para acceder a los mercados de capitales de EE. UU.

## Reglamento S
El Reglamento S es un "safe harbor" que define cuándo se considera que una oferta de valores se realiza en otro país y, por tanto, no está sujeta al requisito de registro del artículo 5 de la Ley de 1933. El reglamento incluye dos disposiciones de puerto seguro: un puerto seguro para el emisor y un puerto seguro para la reventa. En cada caso, el reglamento exige que las ofertas y ventas de los valores se realicen fuera de Estados Unidos y que ningún participante en la oferta (lo que incluye al emisor, los bancos que colaboran en la oferta y sus respectivas filiales) realice "esfuerzos de venta dirigidos". En el caso de los emisores cuyos valores suscitan un gran interés en el mercado estadounidense, el reglamento también exige que no se realicen ofertas ni ventas a personas estadounidenses (incluidas las personas estadounidenses físicamente situadas fuera de Estados Unidos).
La Sección 5 de la Ley de 1933 está pensada principalmente como protección para los inversores de Estados Unidos. Como tal, la Comisión de Bolsa y Valores (U.S. Securities and Exchange Commission) sólo ha aplicado débilmente la regulación de las transacciones extranjeras, y sólo tiene una autoridad constitucional limitada para regular las transacciones extranjeras. Esta ley se aplica a su propia y única definición de persona de Estados Unidos.

## Responsabilidad civil; artículos 11 y 12
La infracción de los requisitos de registro puede dar lugar a una responsabilidad civil casi estricta para el emisor, los suscriptores, los directores, los directivos y los contables en virtud de los artículos 11, 12(a)(1) o 12(a)(2) de la Ley de 1933. Sin embargo, en la práctica, la responsabilidad suele estar cubierta por un seguro de responsabilidad civil para directores y administradores o por cláusulas de indemnización: 4
Para tener "legitimación" para demandar en virtud del artículo 11 de la Ley de 1933, como en una demanda colectiva, un demandante debe poder demostrar que puede "rastrear" sus acciones hasta la declaración de registro en cuestión, en relación con la cual existe una supuesta declaración falsa u omisión material.  Si el demandante no tiene la capacidad de rastrear realmente sus acciones hasta la declaración de registro supuestamente defectuosa, como ocurre cuando los valores emitidos en múltiples momentos -y no todos en virtud de la misma declaración de registro que contiene el supuesto defecto- son mantenidos juntos por la Depository Trust Company a su nombre nominativo en una masa fungible, el demandante puede verse impedido de proseguir su demanda por falta de legitimación activa.
Las demandas colectivas relacionadas con reclamaciones federales en virtud del artículo 11 y reclamaciones estatales en virtud de la Ley del 33 aumentaron un 43% en 2022. Más de una quinta parte de todas las demandas federales básicas incluían alegaciones en virtud del artículo 11.
En determinadas circunstancias, la Ley del Mercado de Valores de 1934 (Norma 10b-5) puede imponer una responsabilidad adicional al "autor" de la supuesta tergiversación.

## Lectura adicional
- Douglas, William O.; Bates, George E. (1933). «The Federal Securities Act of 1933». Yale Law Journal (The Yale Law Journal Company, Inc.) 43 (2): 171-217. JSTOR 791346. doi:10.2307/791346.